# Gintautas Zenkevičius

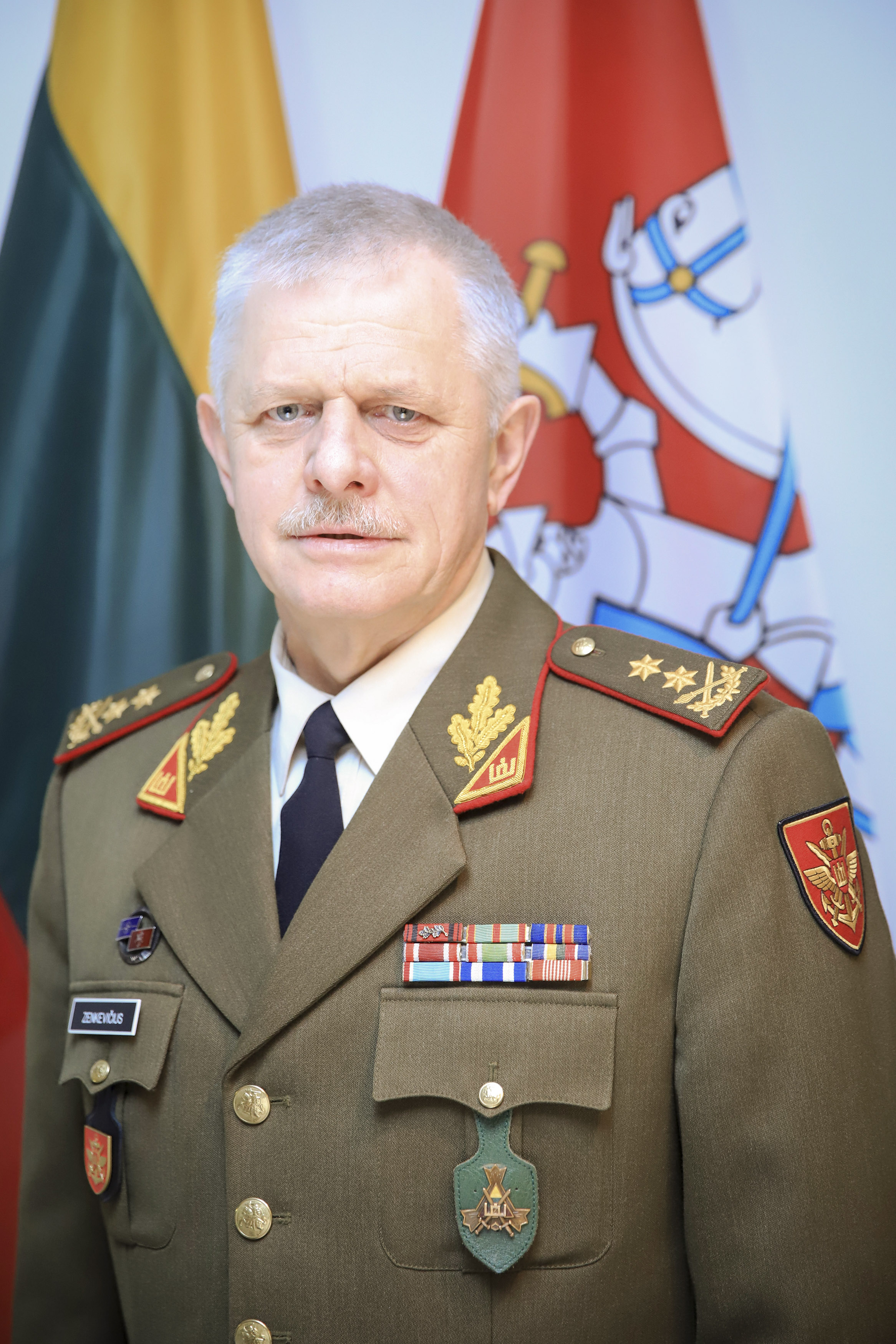
Gintautas Zenkevičius

Gintautas Zenkevičius (* 24. September 1962 in Navininkai, Rajongemeinde Alytus; † 19. November 2021) war ein litauischer Generalmajor außer Dienst. Zuletzt (von Juli 2019 bis September 2020) diente er als Stabschef der litauischen Streitkräfte.

## Leben
Nach seinem Schulabschluss absolvierte Gintautas Zenkevičius von 1980 bis 1985 ein Studium an der heutigen Technischen Universität Kaunas. Anschließend war er bis 1991 für ein Unternehmen aus dem Bereich der Mikroelektronik tätig.

### Militärische Laufbahn
Beförderungen
- Leutnant (1991)
- Oberleutnant (1993)
- Hauptmann (1995)
- Major (1999)
- Oberstleutnant (2002)
- Oberst (2005)
- Brigadegeneral (2008)
- Generalmajor (2019)

Im Rahmen der Loslösung Litauens von der Sowjetunion schloss sich Zenkevičius im März 1991 den militärischen Freiwilligenverbänden seines Heimatlandes (litauisch Savanorių pajėgos) an. Noch im selben Jahr wurde er von den im Wiederaufbau befindlichen litauischen Streitkräfte als Offizier übernommen. Bis 2004 blieb er als Berufsoffizier bei den Freiwilligenverbänden und stieg dort bis zum Stabschef (im Rang eines Oberstleutnants) auf. Zwischenzeitlich besuchte er zudem verschiedene Aus- und Weiterbildungen, so etwa im Vereinigten Königreich am Joint Services Command and Staff College und King’s College, um sich für höhere Aufgaben zu qualifizieren.
Seit 2001 zählte er zu den Offizieren, die mit der Planung des NATO-Beitritts Litauens betraut waren. Nachdem dieser erfolgt war, übernahm Zenkevičius 2005 die Planung der litauischen Beteiligung an der NATO-ISAF-Mission in Afghanistan. Er wurde auch der erste litauische Kontingentführer. Damit einhergend erhielt er die Beförderung zum Oberst. Im Anschluss an seinen Auslandseinsatz in Afghanistan absolvierte Zenkevičius erneut eine Weiterbildung in Großbritannien (am Royal College of Defence Studies in London). Danach übernahm er von 2007 bis Ende 2008 die Leitung des ersten Transformationsprojektes der litauischen Streitkräfte. Zu den Aufgaben des Projektes gehörte die Umstellung der Verteidigungsplanung von einem gefährdungsbasierten hin zu einem befähigungsbasierten Ansatz.
Im Jahr 2008 wurde Zenkevičius zum Brigadegeneral ernannt. Dieser Beförderung folgten verschiedene Verwendungen im litauischen Verteidigungsministerium und beim Supreme Headquarters Allied Powers Europe der NATO. Anschließend war er von 2014 bis 2018 der militärische Vertreter seines Landes bei der NATO und der EU. Seit dem 28. August 2018 war er Kommandant des litauischen Trainings- und Ausbildungskommandos (litauisch Mokymo ir doktrinų valdyba). In letzter Verwendung war Zenkevičius ab 29. Juli 2019 Stabschef der litauischen Streitkräfte. Auf diesem Dienstposten erhielt er im November 2019 die Beförderung zum Generalmajor. Am 24. September 2020 übergab er seine Aufgaben an Brigadegeneral Mindaugas Steponavičius und trat in den Ruhestand.

### Privates
Gintautas Zenkevičius war verheiratet und Vater zweier erwachsener Kinder (eine Tochter und ein Sohn). Neben seiner Muttersprache Litauisch sprach er Englisch und Russisch.